# Герб з акробатом
Герб з акробатом  (англ. Coat of Arms with Tumbling Boy)— малюнок, котрий створив німецький художник кінця 15 ст., ім'я якого загубили. Відомий від умовною назвою Майстер домової книги або Майстер Амстердамського кабінету (бл.  1445—бл. 1505).

## Історія вивчення
Події склалися досить невдало для висвітлення історії образотворчих мистецтв ранніх періодів німецьких князівств в 15 ст. В часи праці багатьох митців 15 ст. ніхто не попіклувався про збереження життєписів навіть відомих майстрів, стан яких мало відрізнявся від непрестижного стану простих ремісників. Винятком став хіба що Альбрехт Дюрер і його творчі здобутки, більша частина творчості якого припала, однак,  на вищий етап розвитку німецького відродження.
Лише на зламі 16-17 ст. до створення життєписів нідерландських і німецьких майстрів ранніх періодів звернувся історіограф Карел ван Мандер. І зіткнувся з проблемою майже повної втрати свідоцтв про життєві події низки німецьких майстрів, а часто і повною втрати їх творчого доробку. За наступні 400 років досліджень стан справ поліпшився мало.  Лише розшуки в архівах дозволили дізнатись хоч щось про працю Штефана Лохнера, пов'язаного з містом Кельн. Частка німецьких земель відійшла до сучасної Швейцарії, де мешкав Конрад Віц (працював в Женеві і Базелі ), але відомостей про нього мало. До 1960-х років була відома лише одна картина німецького майстра Лукаса Мозера (Тіфенбронський вівтар із сценами життя Марії Магдалини). Про низку майстрів не збережено ні достовірних фактів життя, ні справжніх імен. Серед них — 
- Майстер житія Марії (Meister des Merienleben)
- Верхньорейнський майстер (Oberrheinischer Meister)
- Майстер із Месскірка (Master of Messkirch)[2]
- Майстер із Франкфурта (Master of Francfurt)[2]
- Матіас Грюневальд (умовне ім'я)
- Брауншвейзький монограміст
- Майстер домової книги тощо.

## Опис твору
На погано збереженому аркуші паперу розроблено новий герб. Знищені кути аркуша ліворуч і праворуч, відновлені реставраторами. Але пропав держак прялки зі жмутом бавовни, який старанно утримує чоловік, допомагаючи дружині, що пряде. Прялку з бавовною вимушена домальовувати уява глядача.
Малюнок має щит, увінчаний дворянськими обладунками, і пишний плюмаж навколо щита. Все незвичне розпочинається при розгляданні символічних зображень. Зазвичай пихаті володарі земель і гербу розміщали на ньому хижих звірів і птахів, іноді вояків, котрі підтримували герб разом зі зброєю.
Нічого з типових емблем і символів на малюнку Майстра домової книги нема - ні хижих звірів і птахів, ні кремезних вояків в загрозливих позах із зброєю. 
У центральному полі герба подано юнацьку фігуру зі спини, що стоїть на голові. Дослідники розпізнають її як акробата. Звідти назва малюнка і символ світу, де все стоїть догори дригом. Ще незвичнішим є зображення групи на лицарському обладунку. Лайлива жінка, не покидаючи прядіння, їде на спині слабкого за характером і виснаженого від знущань дома чоловіка. Майстер домової книги неодноразово подавав цю групу у власних малюнках і гравюрах. Вона — розповсюджений символ філософа Аристотеля, що потерпав від пані Філліс.
Це одразу переводить зображення в атмосферу жартів, в атмосферу сміхової культури доби відродження. І художник, і претендент на кумедний герб зналися на жартах і не ображались. Подібний малюнок висвітлював теплі, веселі стосунки приязні між тісними гуртками перших гуманістів. Творцем саме ліричних сцен в мистецтві раннього німецького відродження і був Майстер домової книги. 

## Галерея

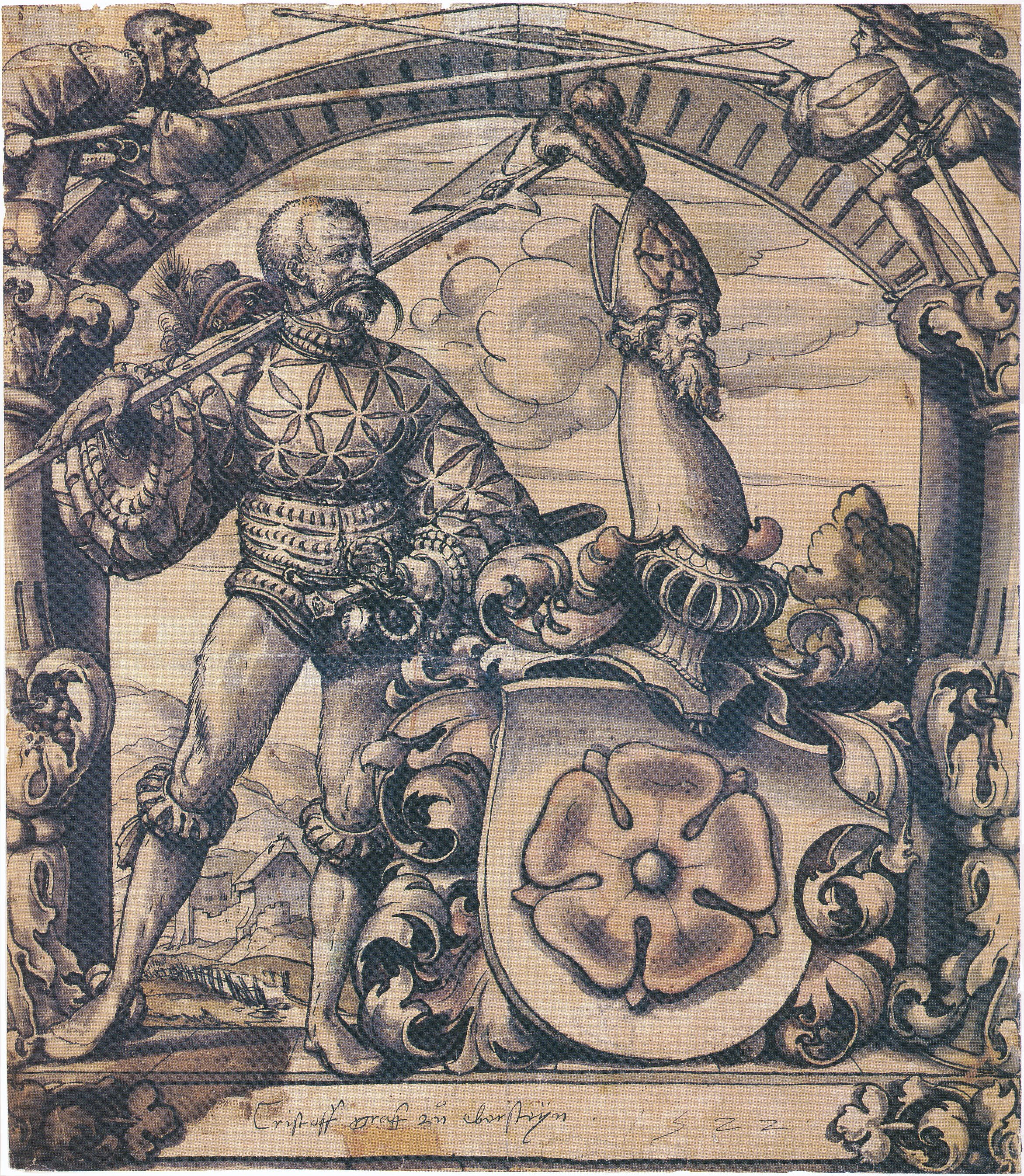
Ганс Гольбейн Молодший. Ескіз до вітражу з гербом. 1522 рік.
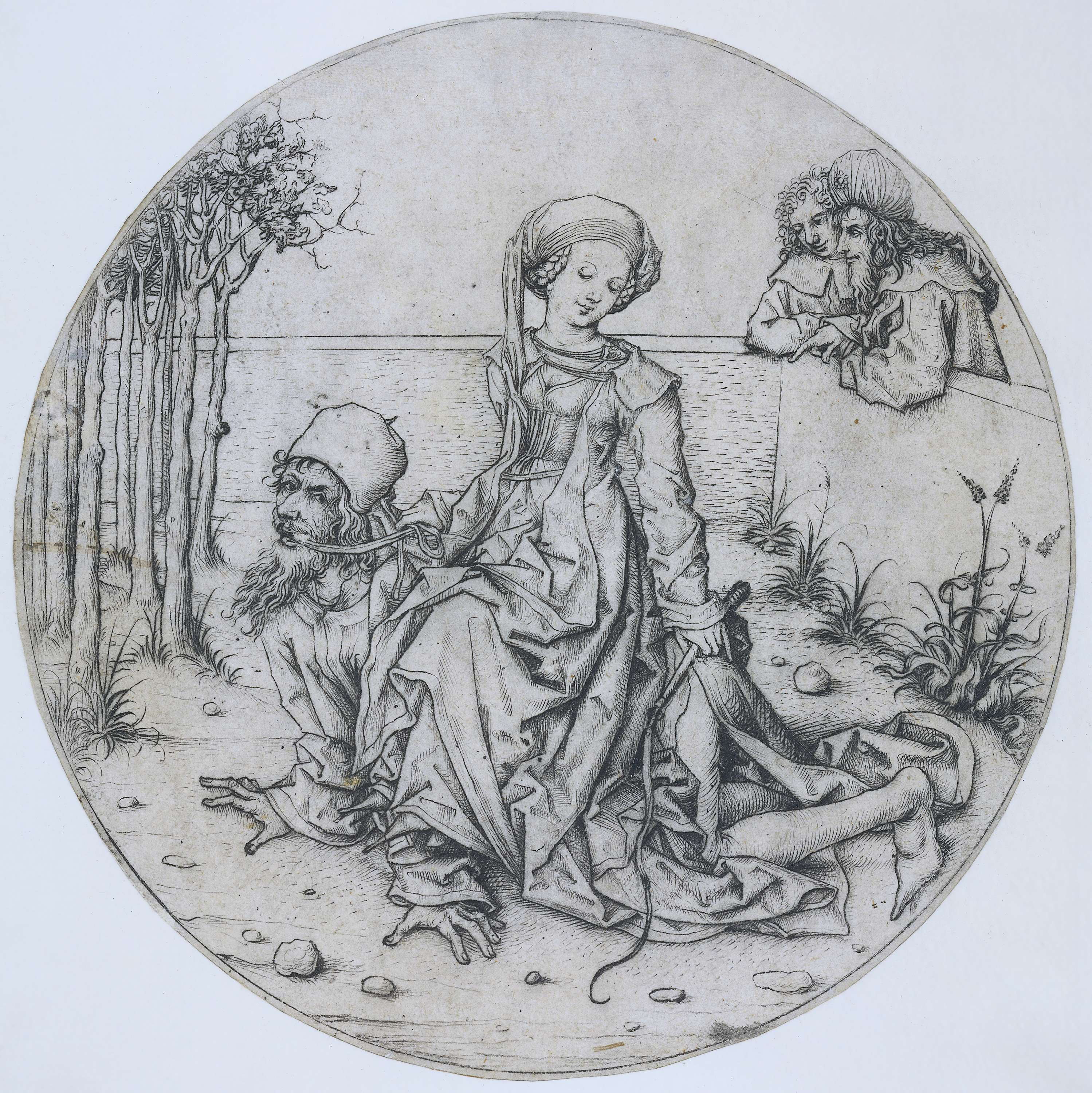
Майстер домової книги. «Аристотель і Філліс», гравюра 1485 року, Амстердам.
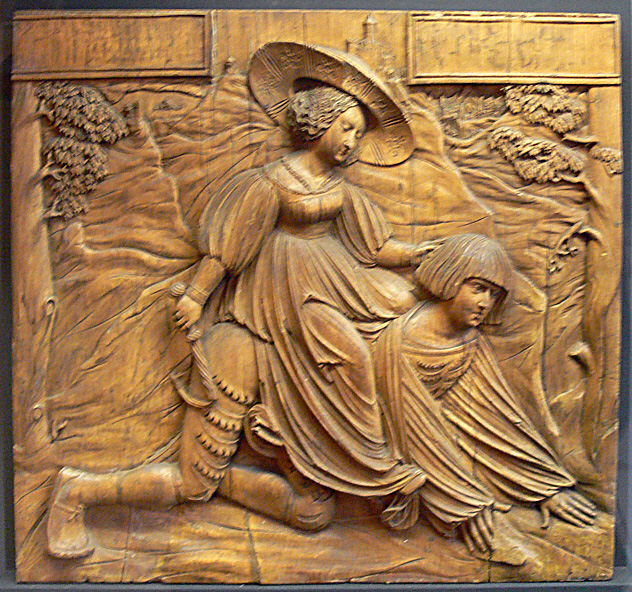
Майстер із Оттобойрена. «Аристотель і Філліс», різьба по деревині, 1523, Баварський національний музей, Мюнхен.